# Mohelnský potok

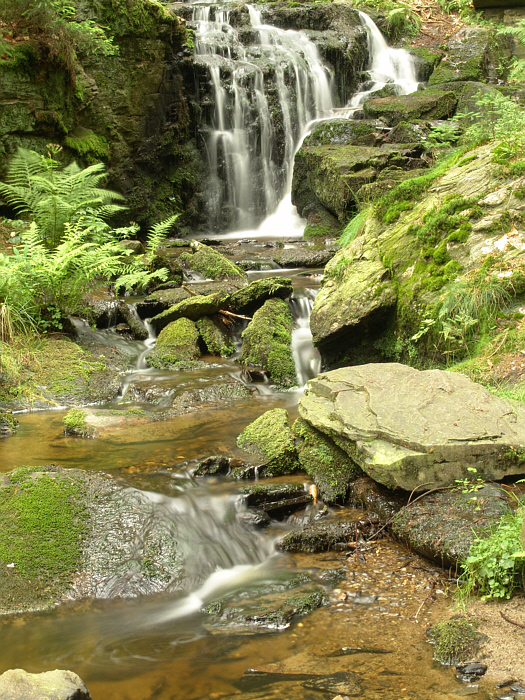
Vodopád v blízkosti zaniklého mlýna Muglmühle

Mohelnský potok (též Mohelenský potok, německy  a na německém území Muglbach) je vodní tok v zemském okrese Tirschenreuth, vládního obvodu Horní Falc v Bavorsku v Německu a v okrese Cheb v Karlovarském kraji, pravostranný přítok Odravy.
Délka toku měří 19,1 km, z toho na území Česka 5,2 km. Plocha povodí činí 66,9 km².

## Průběh toku
Potok pramení v nadmořské výšce 700 metrů na německé straně Českého lesa (v Německu Oberpfälzer Wald) při česko-bavorské hranici jako potok Muglbach. V některých mapách, např. Googlemaps je jeho pramen přímo na státní hranici. Potok teče převážně severním směrem, případně severozápadním. Od státní hranice vede podél potoka turistická stezka. Potok teče skalnatým údolím, které se zužuje a přibližně po 1,5 km u mlýna Muglmühle se v nadmořské výšce 638 m dostane ke stupňovitému čtyřmetrovému vodopádu. Pokračuje k městysu Bad Neualbenreuth, kde v jeho místní části Sibyllenbad protéká okolo jednoho z léčivých pramenů. Krátce nato protéká vesnicí Maiersreuth a přitéká ke státní hranici. Zde na dvou úsecích tvoří státní hranici mezi Českem a Německem v délce 0,57 km (mezi hraničními znaky 22–22/3 v délce 0,25 km a mezi 22/13–23 v délce 0,32 km).
Po opuštění území Bavorska přitéká do Smrčin, protéká obcí Hrozňatov a pod obcí již poslední úsek teče v Chebské pánvi až k soutoku s Odravou, do které se zprava vlévá.